# Гречин, Андрей Владимирович
Андрей Владимирович Гречин (род. 21 октября 1987, Барнаул) — российский пловец, член национальной сборной России. Призёр Олимпийских игр. Вице-чемпион мира 2009 и 2015 в эстафете. 2-кратный чемпион Европы в эстафете.
Бронзовый призёр Олимпийских игр 2012 года в Лондоне в составе эстафетной команды России в заплыве 4×100 метров вольным стилем (Состав сборной: Никита Лобинцев, Данила Изотов, Владимир Морозов и Андрей Гречин) с результатом 3:11.41.

## Спортивная карьера
Тренеры — Геннадий Турецкий, Михаил Горелик.
На Универсиаде 2007 в Бангкоке первенствовал на дистанции 100 м свободным стилем и в эстафете 4×100 м.
На Чемпионате Европы 2008 в Эйндховене (Голландия) вместе с Аркадием Вятчаниным, Григорием Фалько и Евгением Коротышкиным выиграл золотые медали в комбинированной эстафете 4×100 м с рекордом Европы — 3.34,25.
30 апреля 2009 года на чемпионате России побил рекорд России, который держался почти пятнадцать лет. Андрей проплыл стометровку вольным стилем за 47,59 секунд. Предыдущий рекорд в 1994 году был установлен легендарным пловцом Александром Поповым — 48,21 секунды.
На чемпионате мира 2009 по водным видам спорта в столице Италии российский квартет впервые с 2003 года в кролевой эстафете 4×100 м оказался на пьедестале почета. Евгений Лагунов, Андрей Гречин, Данила Изотов и Александр Сухоруков стали серебряными призёрами в эстафете 4×100 м в соревнованиях пловцов, отстав на 0,31 сек от американской команды, возглавляемой 14-кратным олимпийским чемпионом Майклом Фелпсом, которые закончили заплыв с рекордом чемпионатов — 3 мин 09,21 сек.
На чемпионате Европы 2010 в Будапеште Гречин стал чемпионом Европы в эстафете 4×100 метров вольным стилем. Российская команда (Андрей Гречин, Евгений Лагунов, Никита Лобинцев и Данила Изотов) показала результат 3 минуты 12,46 секунды, что стало рекордом чемпионатов Европы. Андрей плыл на втором этапе и преодолел свой отрезок дистанции за 48,38 секунды. Принял участие в предварительных заплывах комбинированной эстафеты, за что получил серебряную медаль. В индивидуальных заплывах на 50 и 100 м вольным стилем Андрей остался без наград, заняв в финале 4-е и 5-е место соответственно.
31 октября 2017 года, через несколько дней после своего 30-летия, объявил о завершении спортивной карьеры

## Результаты

### Олимпийские игры
| Дистанция                      | Пекин 2008 | Лондон 2012 |
| ------------------------------ | ---------- | ----------- |
| 50 м вольный стиль             | 17         | 10          |
| 100 м вольный стиль            | 14         | —           |
| эстафета 4×100 вольный стиль   | 9          | 3           |
| комбинированная эстафета 4×100 | 4          | 12          |

### Чемпионаты мира
| Дистанция                      | Рим 2009 | Шанхай 2011 | Барселона 2013 |
| ------------------------------ | -------- | ----------- | -------------- |
| 50 м вольный стиль             | —        | 15          | 14             |
| 100 м вольный стиль            | 12       | 13          | —              |
| эстафета 4x100 вольный стиль   | 2        | 5           | 3              |
| комбинированная эстафета 4×100 | 6        |             |                |

## Интервью
- Андрей Гречин: «Форму и подготовку оценим в Шанхае» (недоступная ссылка)
- Андрей Гречин: «Костюмы сами не плавают» (недоступная ссылка)
- Андрей Гречин: «ПОБИТЬ РЕКОРД В ШОРТАХ БУДЕТ НЕРЕАЛЬНО»

## Награды
- Медаль ордена «За заслуги перед Отечеством» I степени (13 августа 2012 года) — за большой вклад в развитие физической культуры и спорта, высокие спортивные достижения на Играх XXX Олимпиады 2012 года в городе Лондоне (Великобритания)[9]
- Заслуженный мастер спорта России (20 июля 2009 года)[10]
- Почётная грамота Президента Российской Федерации (19 июля 2013 года) — за высокие спортивные достижения на XXVII Всемирной летней универсиаде 2013 года в городе Казани[11]